# Seny
Seny is een plaats en deelgemeente van de Belgische gemeente Tinlot.
Seny ligt in de provincie Luik en was tot 1 januari 1977 een zelfstandige gemeente.

## Demografische ontwikkeling
- Bronnen:NIS, Opm:1831 tot en met 1970=volkstellingen, 1976= inwoneraantal op 31 december

## Galerie

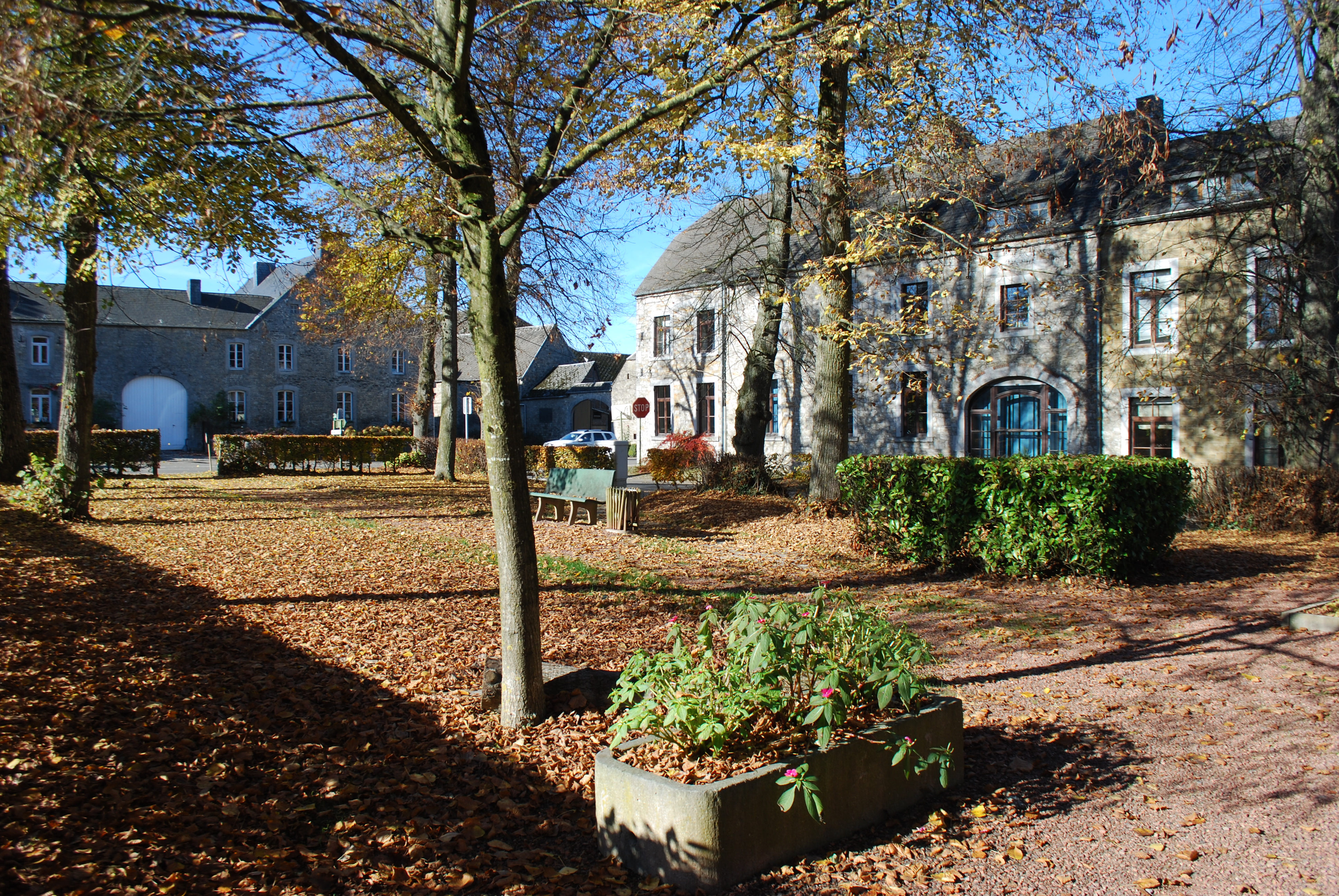
Centraal plein Place du Batty
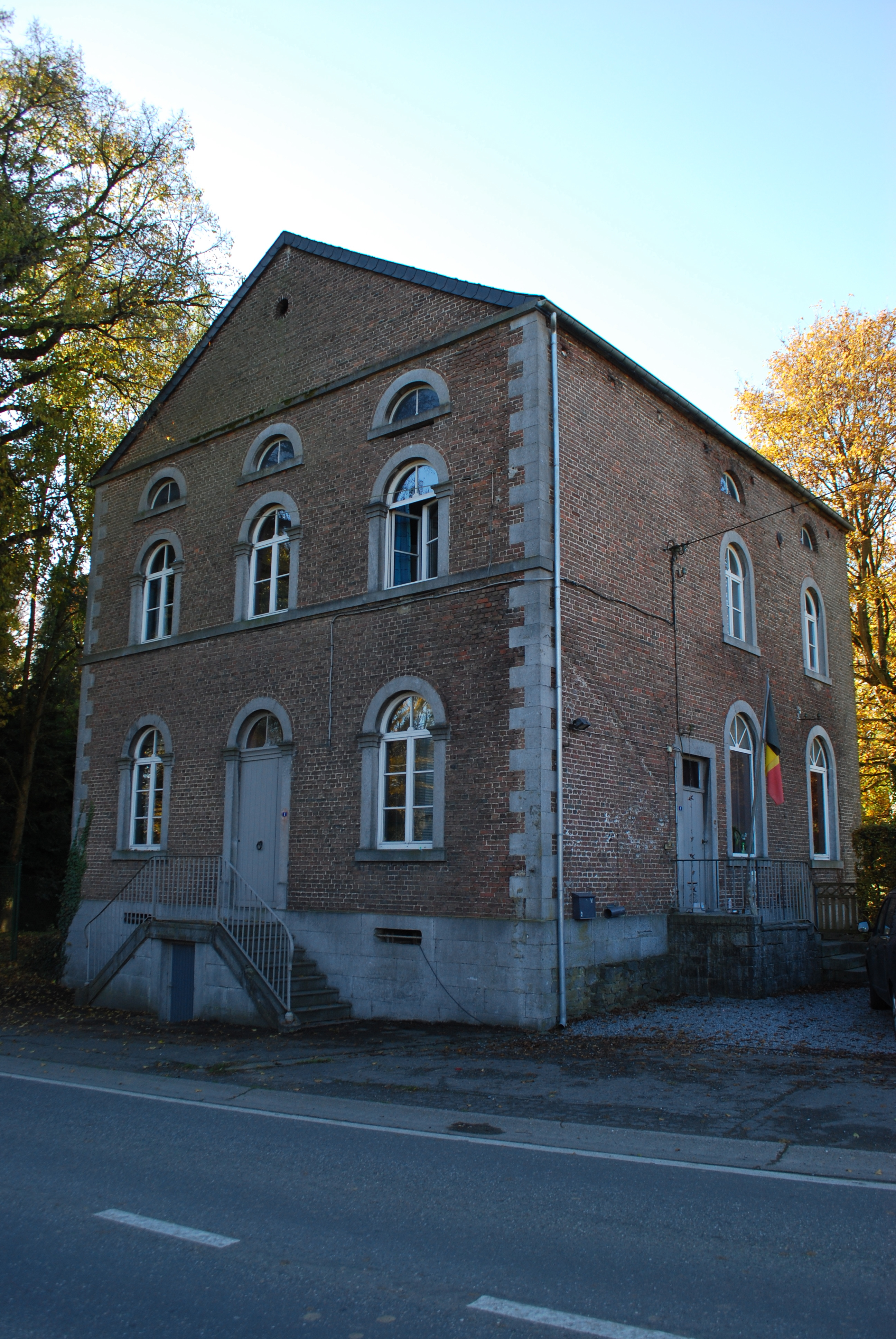
Dorpshuis
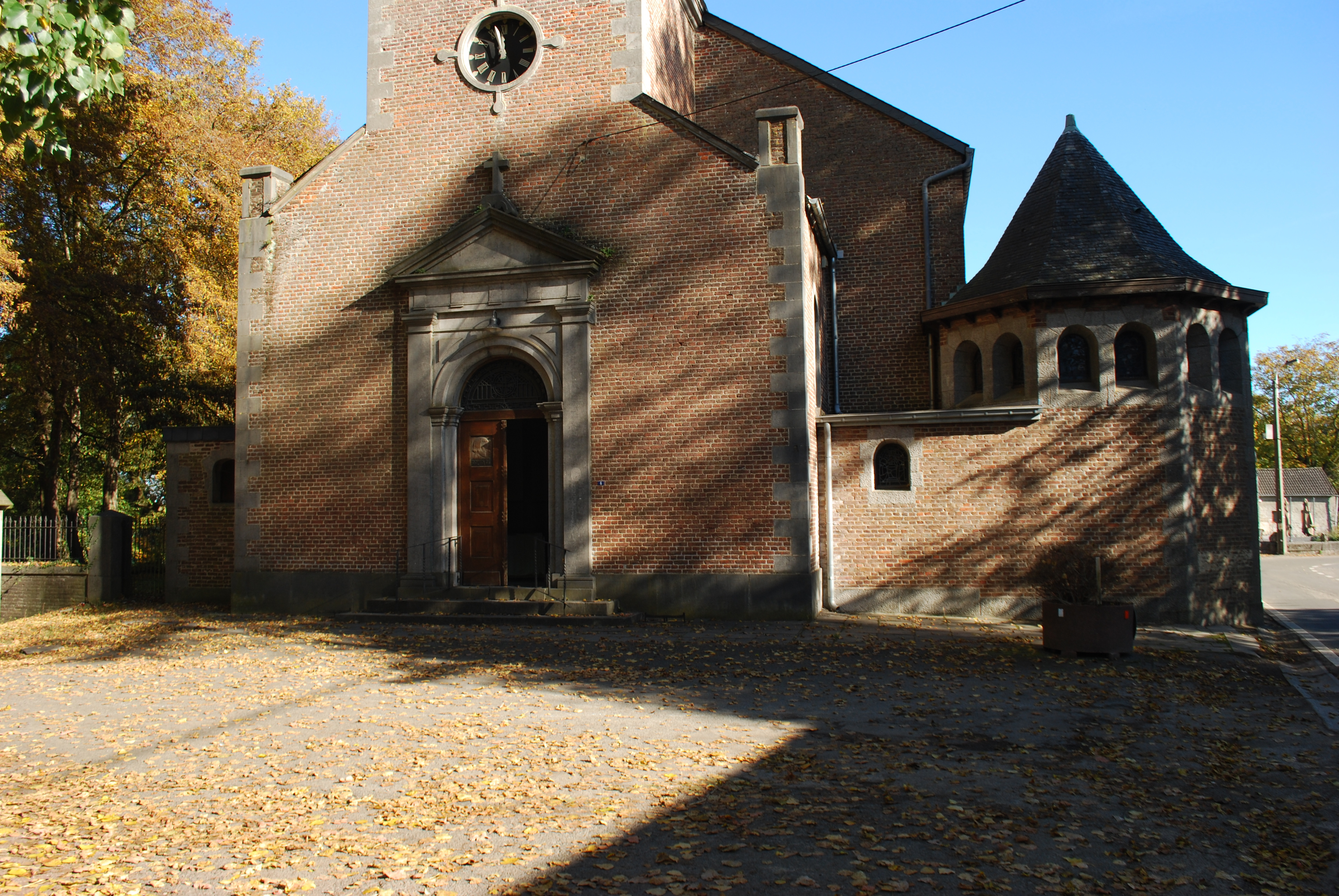
Voorgevel van de kerk
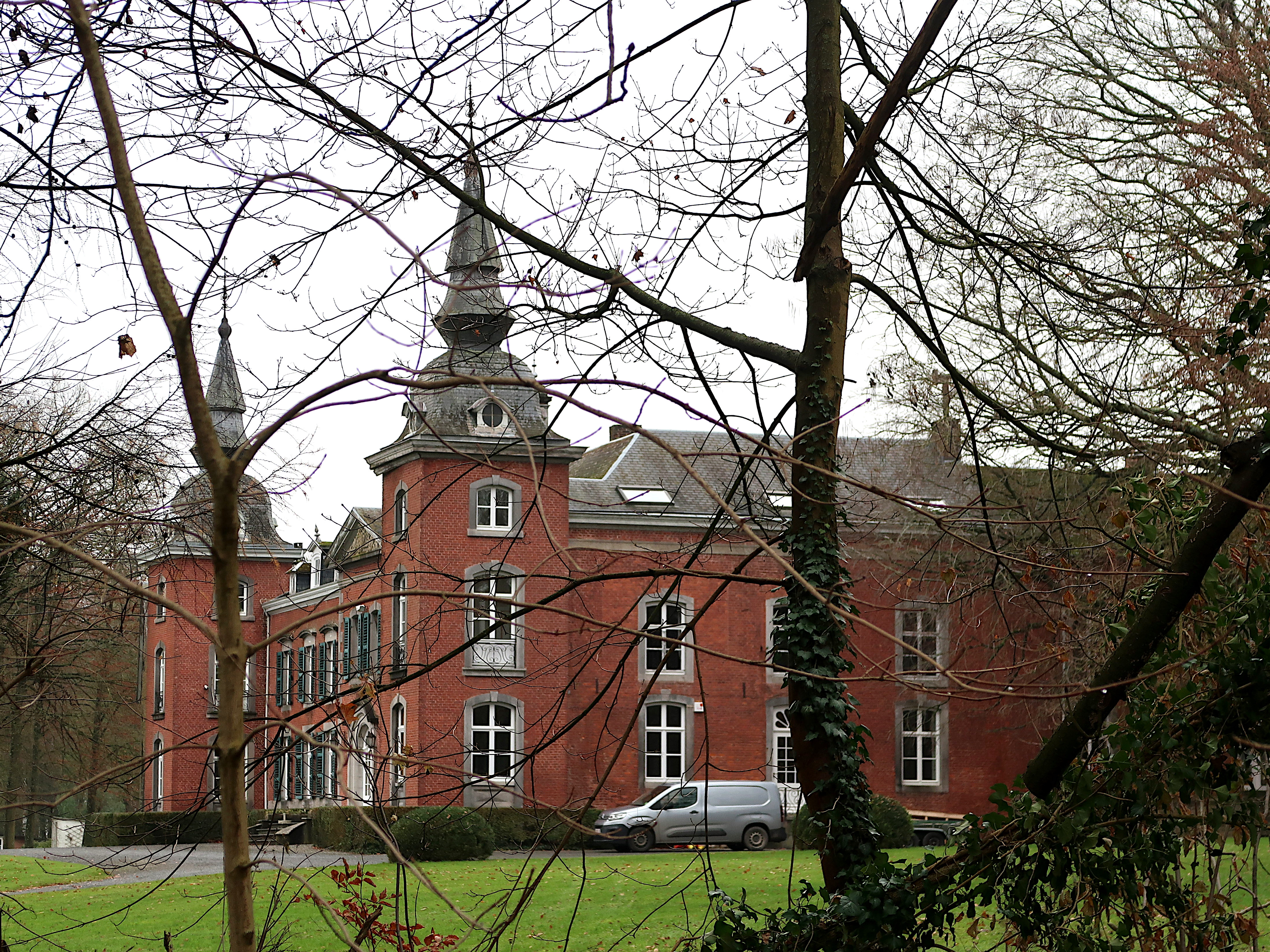
Kasteel Fabri van Seny
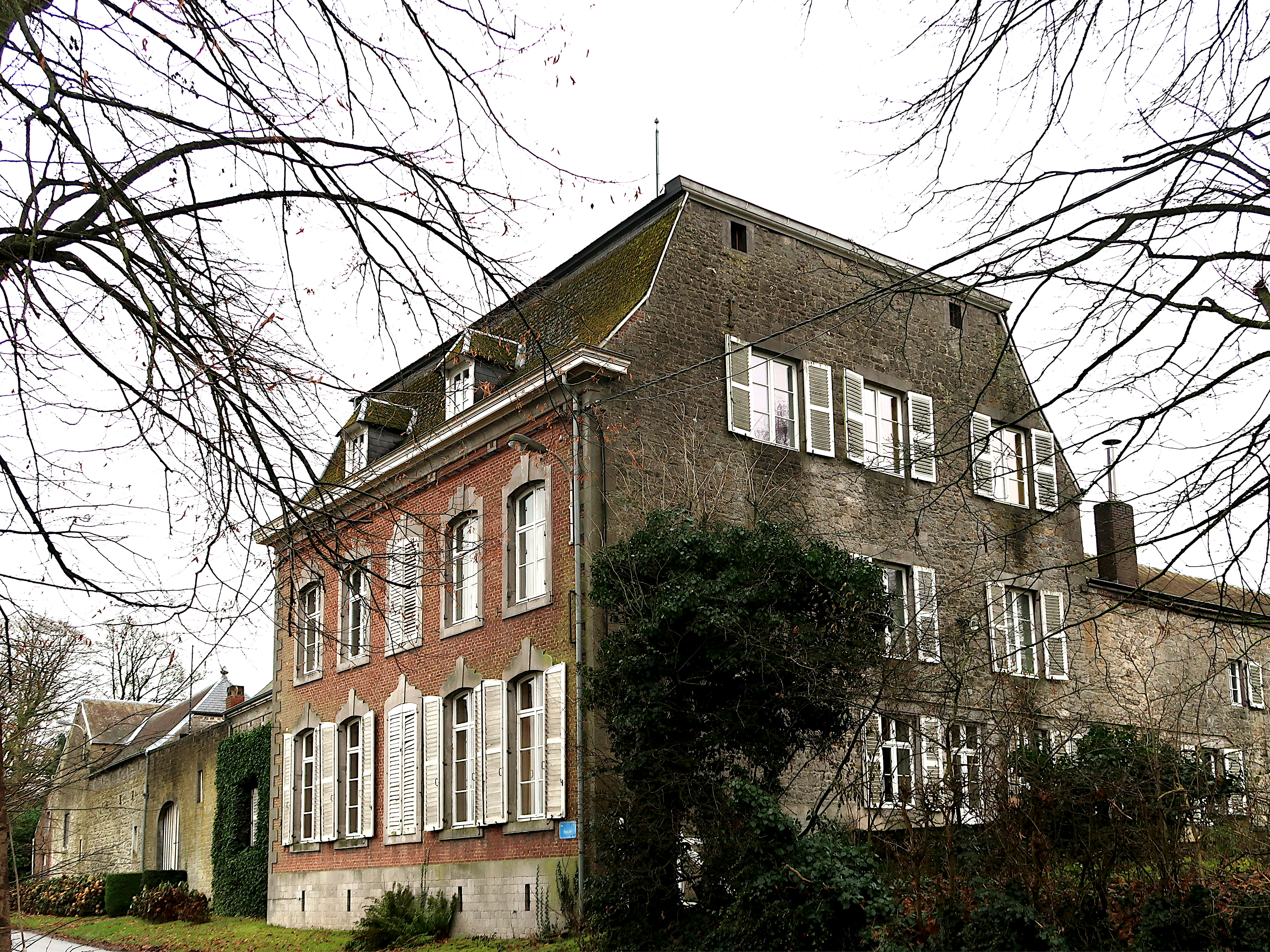
Priorij van Seny (Cense delle Thour) gebouwd rond een middeleeuwse toren uit de 13e eeuw